# Domik v Kolomne
Domik v Kolomne (Домик в Коломне) è un film del 1913 diretto da Pёtr Čardynin, basato sull'omonimo racconto in versi ("La casetta di Kolomna") di Puškin, del 1830. Il film, della lunghezza di due bobine, è uscito nelle sale cinematografiche russe il 19 ottobre 1913.

## Trama
In una casetta nel quartiere di Kolomna vivevano un'anziana vedova e sua figlia Paraša, che era in grado di amoreggiare con qualunque soldato della guardia portasse baffi neri e sfilasse davanti alla sua finestra. Ma il suo prediletto era un tale ufficiale, e quando la madre la manda a cercare una cuoca a buon prezzo, da ospitare in casa con loro, a Paraša viene una brillante idea. Si reca dal suo amato, lo fa travestire da donna, e, dopo avergli insegnato alcuni gesti e movenze femminili, lo porta a casa con sé, e lo presenta alla madre come la nuova cuoca: Mavruša.
Se non che Mavruša si rivela incapace nei lavori, un tempo considerati femminili, che le venivano richiesti dalla vedova: cucinare, lavare, cucire non erano il suo forte.
Una domenica mattina le tre "donne" stanno per recarsi alla messa, ma Mavruša si inventa un forte mal di denti per poter rimanere a casa da solo/a. Appena vede madre e figlia incamminarsi verso la chiesa, comincia col caricare e fumarsi una bella pipa, per poi dedicarsi ad altre attività cosiddette maschili a cui non si dedicava da tempo.
Giunta alla chiesa con Paraša, la vedovella è però colta da un presentimento: nel timore che Mavruša, lasciata da sola, non ne approfitti per derubarla e fuggire, fa ritorno a casa.
Il suo stupore è tale che, quando, rientrata in casa alla chetichella, vede Mavruša mentre si sta facendo la barba, sviene.
Morale: prendere una cuoca a buon prezzo è pericoloso, specie se è maschio… "perché un giorno dovrà pure farsi la barba, il che male si accorda colla natura di una dama".